# Filipino-australianos
Os Filipino Australianos é um grupo de possoas que vivem na Austrália, que são imigrantes ou descendentes de imigrantes provenientes da República das Filipinas. De acordo com o governo Australiano census, existem mais de 160,374 Filipinos que vivem no país. A maioria de suas comunidades econtramse em Sydney, New South Wales e Victoria, em Melbourne.

## População
Atualmente Filipinos forma uma das maiores do grupo australiano de imigrantes asiaticos no pais. As fêmeas representaram 65.5% comunidade Filipina, enquanto os homens representavam 34.5% da população Filipina. Segundo os dados census, 50.2 por cento da Philippine-nascidos eram residentes em New South Wales, seguido de 21.6% em Victoria, 14.9% em Queensland e 5.2% na Austrália Ocidental. 

## História
Filipino foram exluidos entrar na Austrália com Australia White Policy. Como conseqüência, os seus números na Austrália permaneceu mínimo, limitada aos descendentes daqueles poucos Filipinos que migraram para as zonas noroeste da Austrália Ocidental e as plantações de cana de açúcar de Queensland antes de 1901, até a abolição do racismo políticas de imigração selectiva em 1966. 
O censo de 1901 havia registrado 700 Filipinos na Austrália.
A lei marcial nas Filipinas, declarada pelo ex-presidente Filipino Ferdinand Marcos, em 1972, ea renúncia da Austrália Branco política feita na Austrália um destino atraente para imigrantes Filipinos, especialmente os trabalhadores qualificados. Muitos Filipinos se estabeleceu em Austrália a partir de 1970 em diante ou como trabalhadores migrantes ou os cônjuges de cidadãos austrálianos. Os anos 1980 foram o período de migração Filipino grande, com 1987-1988 ser o ano de pico.